# Theodorus van der Croon
Theodorus van der Croon (7 juni 1668 - 9 juni 1739) was een Nederlandse oudkatholieke aartsbisschop van Utrecht.

## Leven en werk
Van der Croon werd in 1694 tot priester gewijd. Hij volgde in Gouda de in 1714 overleden Ignatius Walvis op als pastoor van "de parochie van de kleine St. Jan aan de Hoge Gouwe". Deze parochie koos de kant van Petrus Codde en scheidde zich in 1723 af van de rooms-katholieke kerk en werd onderdeel van de Oud-bisschoppelijke Cleresie, de Oudkatholieke Kerk. Van der Croon werd op 22 juli 1733 door het kapittel gekozen tot aartsbisschop van Utrecht. Evenals zijn beide voorgangers werd hij gewijd door Dominique Marie Varlet. Deze wijding vond op 28 oktober 1734 plaats. Paus Clemens XII verklaarde de wijding als ongeoorloofd. Van der Croon combineerde tot zijn overlijden in 1739 zijn bisschopsfunctie met die van pastoor in Gouda. Hij resideerde in die periode niet in Utrecht, maar in Gouda.